# Boris Vildé

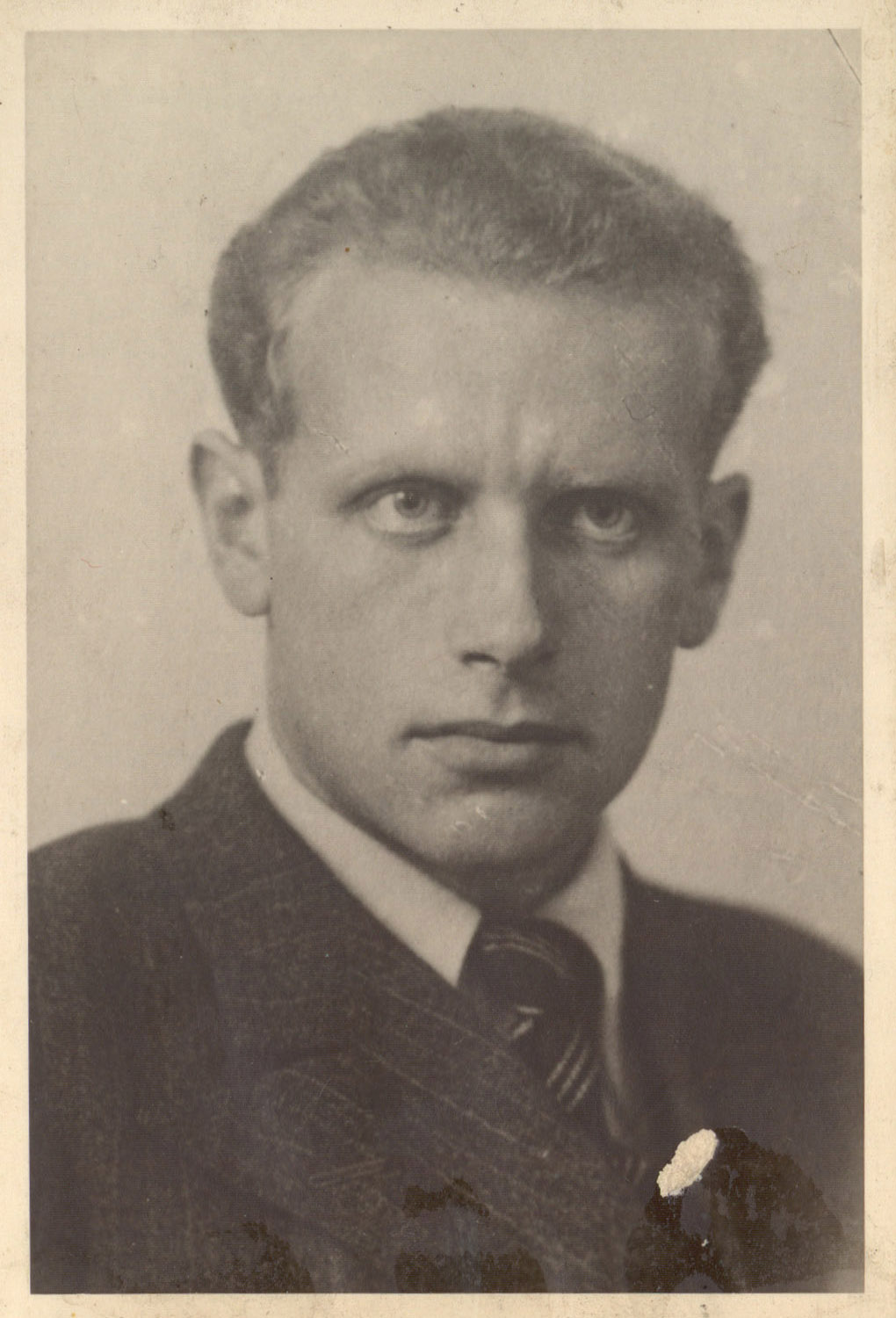
Boris Vildé

Boris Vildé (ur. 8 lipca 1908 w Sankt-Petersburgu, zm. 23 lutego 1942 w Suresnes) – lingwista i etnolog w paryskim Muzeum Człowieka, jeden z pierwszych organizatorów francuskiego ruchu oporu w czasie II wojny światowej. Współzałożyciel działającej od sierpnia 1940 organizacji o nazwie Narodowy Komitet Ocalenia Publicznego, znanej dziś jako "grupa z Muzeum Człowieka". W marcu 1941 został aresztowany razem z wieloma członkami grupy i stracony w lutym 1942 w forcie Mont Valérien. 

## Młodość
Urodził się w Sankt-Petersburgu, jednak po przedwczesnej śmierci ojca w 1913 spędził większość dzieciństwa w wiosce Jastrebino, 120 km od stolicy Rosji. W 1919 wyjechał razem z matką do Tartu. W tym mieście ukończył rosyjskojęzyczną szkołę średnią i rozpoczął studia, które przerwał. Za młodu obracał się w środowiskach bohemy artystycznej i pisał wiersze po rosyjsku. Jego sytuacja materialna była bardzo ciężka; w celu zarobienia na życie pracował fizycznie w drukarni. 

## Francja
W latach 1930–1932 mieszkał na Łotwie, po czym wyjechał na stałe do Niemiec. Nauczył się języka niemieckiego, pracował dorywczo jako tłumacz. Znalazłszy w końcu pracę na uniwersytecie w Jenie stracił ją za udział w ruchu antyfaszystowskim, za co na krótko został aresztowany. W Berlinie spotkał się z André Gide, który doradził mu wyjazd do Francji i obiecał swą pomoc. W lecie 1932 Vildé dotarł do Paryża i dzięki pomocy Gide'a został zatrudniony w Muzeum Człowieka. Podjął naukę języków niemieckiego i japońskiego. W 1937 ukończył studia w zakresie tego pierwszego języka, a w Muzeum Człowieka został kierownikiem zakładu kultur Arktyki. W 1937 i 1938 prowadził badania archeologiczne w Estonii i w Finlandii. 
W momencie wypowiedzenia wojny został wcielony do armii, chociaż planował kolejny wyjazd badawczy do Skandynawii. Po walkach w Ardenach został wzięty do niewoli, z której zdołał uciec do Paryża. 

## Ruch oporu
W lipcu 1940 Vildé założył ze współpracownikami z Muzeum Człowieka grupę antyhitlerowską pod nazwą Narodowego Komitetu Ocalenia Publicznego. Jej pierwszymi członkami zostali Anatole Lewitsky i Yvonne Oddon, zaś dalszymi znanymi jej aktywistami byli Jean Cassou, Pierre Walter, Léon-Maurice Nordmann, Claude Aveline, Emilie Tillion, Germaine Tillion, Simone Martin-Chauffier, Jacqueline Bordelet, René Sénéchal, Marcel Abraham i Agnès Humbert. Grupa działała przede wszystkim poprzez pisanie i drukowanie antyhitlerowskich ulotek, pamfletów i podziemnej prasy.
15 grudnia 1940 Vildé zredagował pierwszy numer nielegalnej gazety La Résistance, którego wydaniem kierował Cassou. Drugi numer wyszedł 30 grudnia. Dalsze prace przerwało aresztowanie Vildégo; między tym wydarzeniem a rozbiciem grupy wyszły tylko 3 nowe numery. 
Na początku 1941 Boris Vildé udał się do strefy nieokupowanej w celu rekrutowania nowych ludzi do ruchu. Był w Tuluzie, Lyonie, Marsylii, spotkał się z André Malrauxem, którego bezskutecznie przekonywał do wstąpienia do ruchu oporu. 26 marca 1941 został aresztowany przez Gestapo na paryskim placu Pigalle, zadenuncjowany – podobnie jak inni członkowie grupy – przez zatrudnionego w muzeum Rosjanina Fedorowskiego. Był więziony w więzieniu La Santé i w więzieniu we Fresnes. W tym czasie pisał nowe teksty dla podziemnej prasy oraz swój dziennik. 
W styczniu 1942 został skazany na śmierć przez sąd niemiecki, któremu prezydował kapitan Ernst Roskothen. Notabene, prokurator Gottlob, domagający się kary śmierci, był Alzatczykiem.
Vildé został rozstrzelany w forcie Mont Valérien razem z sześcioma innymi członkami grupy. Zostali pochowani na cmentarzu w Ivry, podobnie jak wielu innych rozstrzelanych w Suresnes członków ruchu oporu. 